# Ulica Ostrowska w Poznaniu

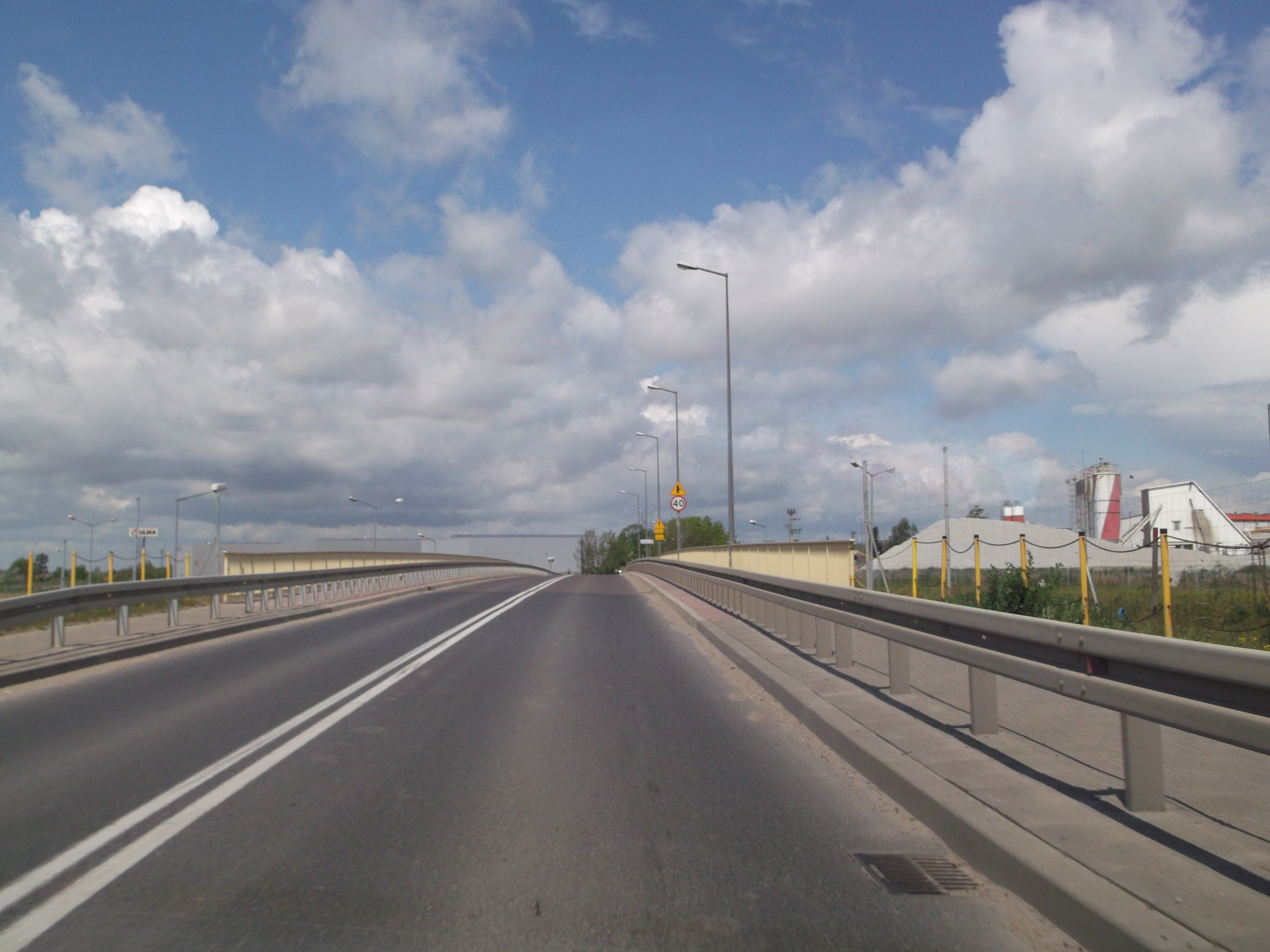
Wiadukt nad południową obwodnicą Poznania w okolicy węzła autostradowego Poznań Krzesiny

Ulica Ostrowska – jedna z arterii Poznania, zlokalizowana w południowo-wschodniej części miasta, na terenie osiedla Szczepankowo-Spławie-Krzesinki. Jej nazwa pochodzi od miasta Ostrowa. Na całej długości posiada kategorię drogi powiatowej.

## Historia
Ulica w latach 30. została utwardzona nawierzchnią brukową, która w II połowie lat 60. została zastąpiona asfaltem. Droga stanowiła główne połączenie centrum miasta z ówcześnie samodzielnymi miejscowościami Żegrze, Szczepankowo i dalej w kierunku Kórnika oraz Ostrowa Wielkopolskiego.
Pierwotnie rozpoczynała się w miejscu skrzyżowania obecnych ulic Piłsudskiego oraz Śremskiej. Kilkukrotnie zmieniano jej przebieg –
najpierw w latach 40., podczas budowy stacji towarowej Poznań Franowo – wzniesiono wiadukt nad torami, wyodrębniając odcinek przemianowany na ulicę Bodawską; następnie w latach 1975–1977, w trakcie rozwoju osiedli ratajskich oraz budowy nowej, dwujezdniowej arterii (tzw. „Trasy Katowickiej”). Prawdopodobnie tuż po oddaniu do użytku wiaduktu franowskiego rozebrano starą konstrukcję. Zmiany te spowodowały znaczną fragmentację ulicy. W latach 90. dokonano zmiany nazwy na odcinku od ulicy Śremskiej do osiedli ratajskich na ulicę Józefa Piłsudskiego. W 2019 roku fragmenty ulicy na terenie osiedli zostały przemianowane – są to ulice Wielecka (Osiedle Stare Żegrze) i Doleńska (Osiedle Orła Białego). Ponadto krótki odcinek w rejonie Franowa na północ od terenów kolejowych ma nazwę Klenowska.
Do momentu otwarcia Trasy Katowickiej ulica była częścią drogi państwowej nr 38.

## Charakter i przebieg
Ulica rozpoczyna bieg na pograniczu stacji towarowej Poznań Franowo, następnie oddala się od ulicy Bodawskiej i dochodzi do Ronda Szczepankowo imienia Mycielskich. Stamtąd przybliża się do ulicy Bodawskiej, a potem długim prostym odcinkiem biegnie w kierunku południowo-wschodnim, równolegle do zabudowań mieszkalnych Szczepankowa oraz oddalonej ulicy Krzywoustego. Dalej wiaduktem przekracza obwodnicę autostradową (A2 E30, S5 E261) oraz odgina się bardziej w kierunku południowo-wschodnim, przebiegając przez Krzesinki. Kończy się na granicy miasta i Jaryszek.
Wraz z powstaniem nowej drogi wylotowej z Poznania w kierunku Kórnika, ulica Ostrowska nabrała znaczenia drugorzędnego.

## Ograniczenia w ruchu
Na ulicach krzyżujących się z ulicą Ostrowską nie mogą poruszać się tranzytem samochody ciężarowe, dozwolony jest dojazd do posesji jak i ruch po samej ul. Ostrowskiej.

## Komunikacja
Arterią kursują linie autobusowe obsługiwane na zlecenie Zarządu Transportu Miejskiego:
- linie dzienne[9]:
  -  154 Franowo ↔ Krzesiny; wybrane kursy
  -  162 Krzesiny → Rondo Rataje; na odc. Rondo Szczepankowo – ul. Tarnowska
  -  196 Rondo Rataje → Krzesiny; trasa odwrotna do linii 162
- podmiejskie[9]
  -  512 Franowo ↔ Borówiec/Szkoła
- nocne[10]:
  -  244 Rondo Rataje → Spławie; na odc. ul. Tarnowska – ul. Rodawska

## Obiekty
- stacja towarowa Poznań Franowo
- salon samochodowy BMW
- supermarket Lidl
- hotel Księcia Józefa
- hotel Grodzki